# Les Tendetes
Les Tendetes és un barri de la ciutat de València, al districte de Campanar. Situat al nord-oest de la ciutat i limita al nord amb el barri del Calvari, a l'est amb el de Marxalenes, al sud amb el del Carme i el Botànic; a l'oest amb Campanar. El 2009 tenia 5.703 habitants.

## Història
Les Tendetes fou un llogaret vinculat històricament al raval de Marxalenes, de tal manera que pel segle xv era conegut com a Tendetes Marjalena. El 6 de setembre de 1507, quan l'Església de Campanar es desmembra de la de Santa Caterina, les Tendetes passa a dependre del poble de Campanar.
El topònim de les Tendetes prové dels nombrosos establiments comercials o tendetes que fins a la meitat del segle XX predominaven el paisatge d'aquest lloc, junt a l'activitat agrícola que en l'actualitat ha desaparegut per complet. Algunes d'aquestes tendetes més recordades eren la botigueta del Cabut, el Cafetí del Gafarró o el forn de l'Alcalde.
El 1897 fou annexionat a la ciutat junt a Campanar.

## Geografia
Situat al marge esquerre del riu Túria, a la part nord d'extramurs de la ciutat de València, el barri de les Tendetes estava rodejat del paisatge de regadius de d'Horta de València fins que pels anys 60 del segle xx, el creixement urbanístic transformà aquest paisatge agrícola en nous edificis, carrers i places.
Alguns elements urbanístics que determinaran el desenvolupament del barri són la construcció del complex sanitari de l'Hospital Universitari de la Fe als anys 70, unes oficines de la Generalitat Valenciana o l'Estació d'Autobusos, confereixen al barri una funció urbana de caràcter terciari.
L'anomenat Parc Municipal de Tendetes s'estén el cor del barri i junt al Jardí del Túria (al sud del barri), esdevenen els principals pulmons verd.

### Límits
Administrativament, el barri de les Tendetes ocupa una superfície de 25,8 hectàrees, resta límitat pels carrers Ricardo Micó (oest), Alfons Verdeguer, plaça Poeta Salvador Rueda i carrer Acuirassat (nord), l'Avinguda de Burjassot (est) i Mauro Guillen i Menédez Pidal (sud).

## Demografia
| 1981  | 1986  | 1991  | 1996  | 2008  | 2009  | 2010  |
| ----- | ----- | ----- | ----- | ----- | ----- | ----- |
| 4.903 | 5.695 | 6.176 | 5.673 | 5.650 | 5.703 | 5.687 |

L'evolució demogràfica de les Tendetes està marcat per l'envelliment i l'elevat índex de població immigrada, un 55%, bé de nacionalitat estrangera (un 24%, del qual un 50% són sud-americans), de la resta de l'estat (19,4%, manxecs i andalusos) o valencians (11,6%).

## Política
En les darreres eleccions municipals de València de 2015, la formació política més votada al barri de Tendetes va ser Compromís per València, encapçalada per l'alcalde Joan Ribó.
| Candidatura | Candidatura            | Cap de llista         | Vots | Regidors | % vots |
| ----------- | ---------------------- | --------------------- | ---- | -------- | ------ |
|             | Compromís per València | Joan Ribó             | 696  |          | 27     |
|             | PP                     | Rita Barberà          | 690  |          | 21,3   |
|             | PSPV-PSOE              | Joan Calabuig         | 400  |          | 17,4   |
|             | Ciudadanos             | Fernando Giner        | 362  |          | 13,6   |
|             | VALC                   | Jordi Peris Blanes    | 294  |          | 11,5   |
|             | EUPV-EV-ERPV           | Amadeu Sanchis Labiós | 157  |          | 3,9    |
|             | UPyD                   | Eduardo Gómez         | 37   |          | 1,4    |
|             | Altres                 |                       | 999  |          | 4      |
| Total       | Total                  | 2825                  | 2825 |          |        |

## Imatges

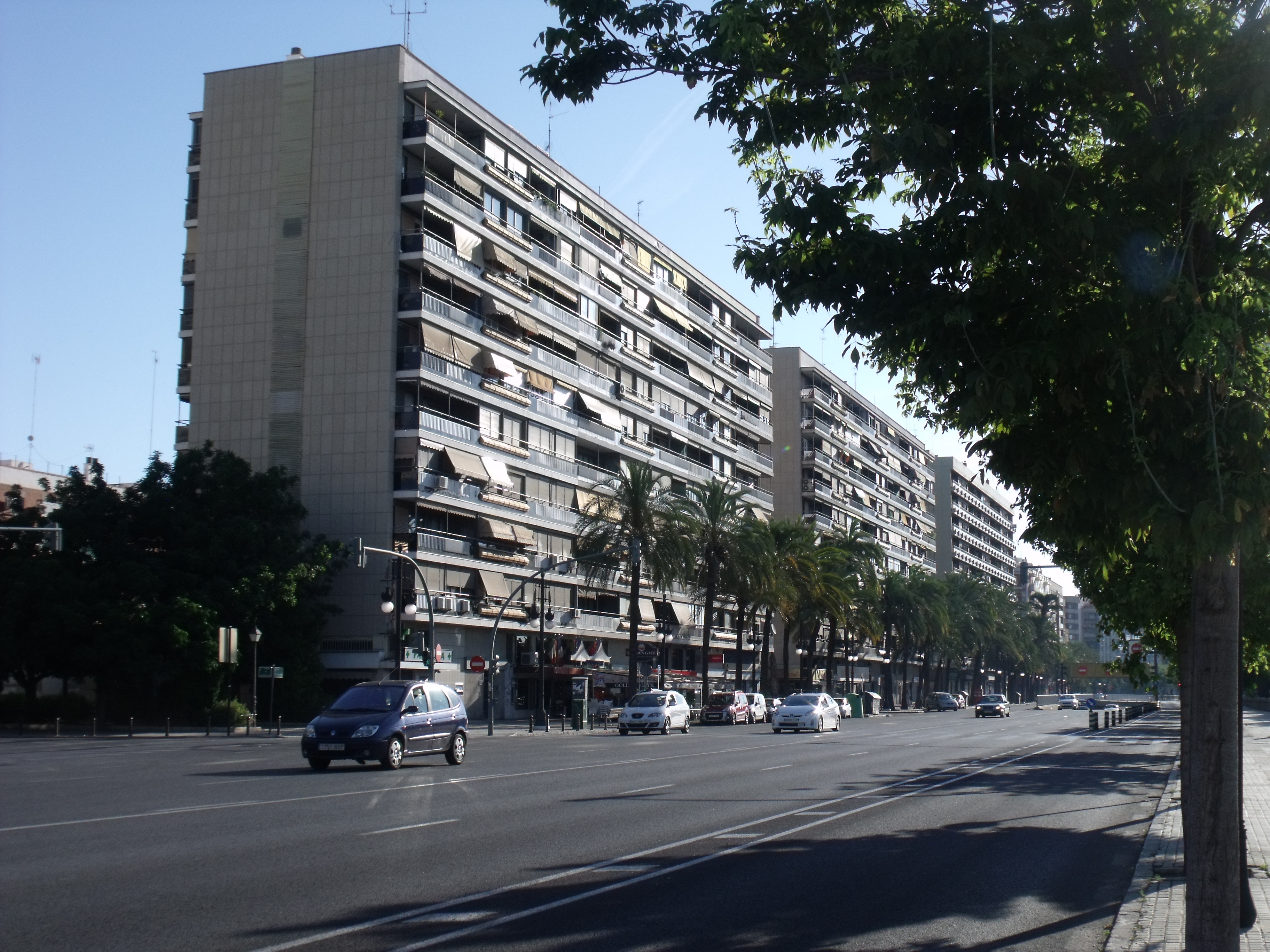
Avinguda de Menéndez Pidal.
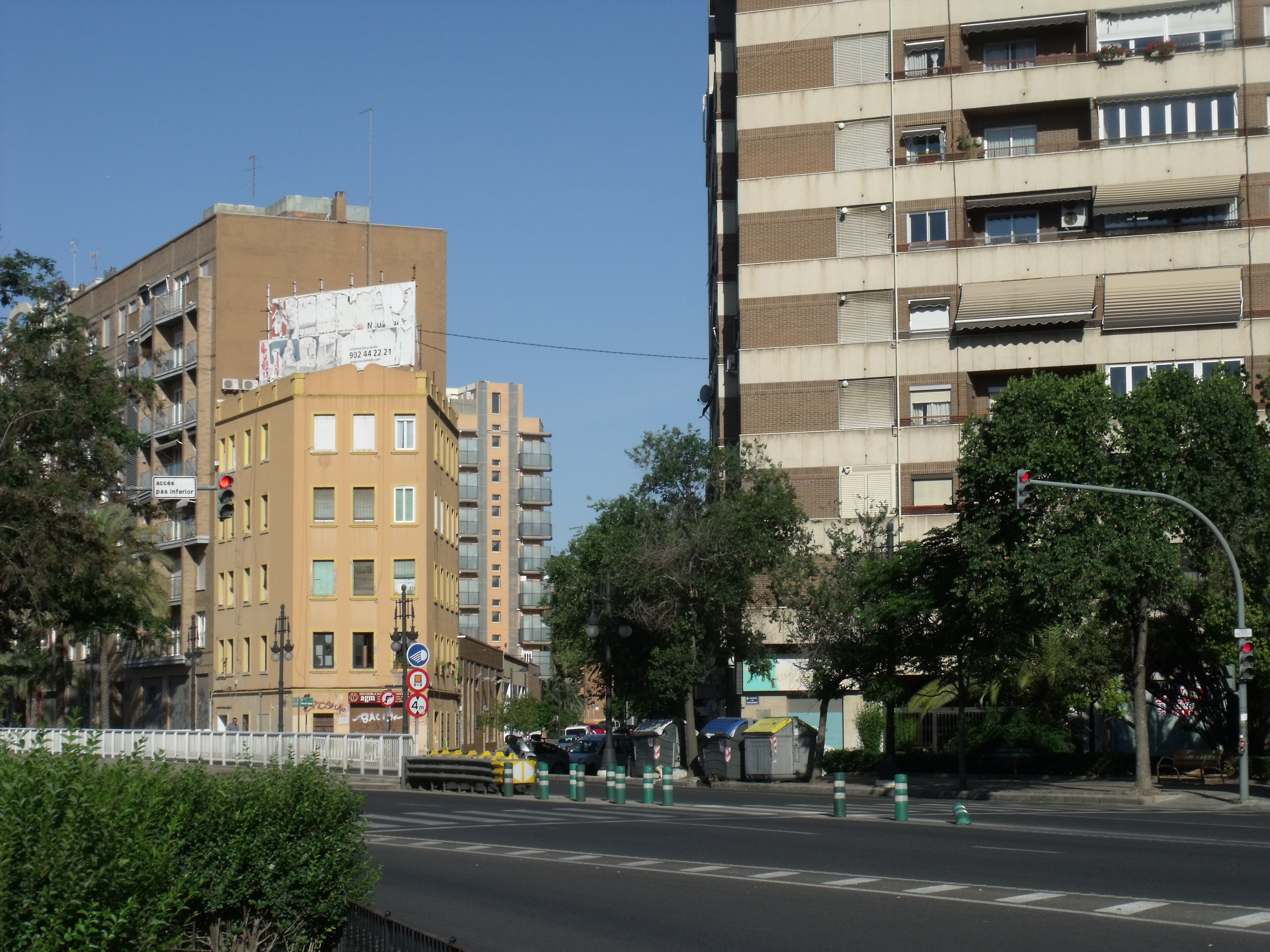
Carrer de la Vall de Laguar vista des del Pla de Saïdia. El carrer està un nivell per sota del nivell dels que l'envolten. Les successives riuades han portat a eixes modificacions.
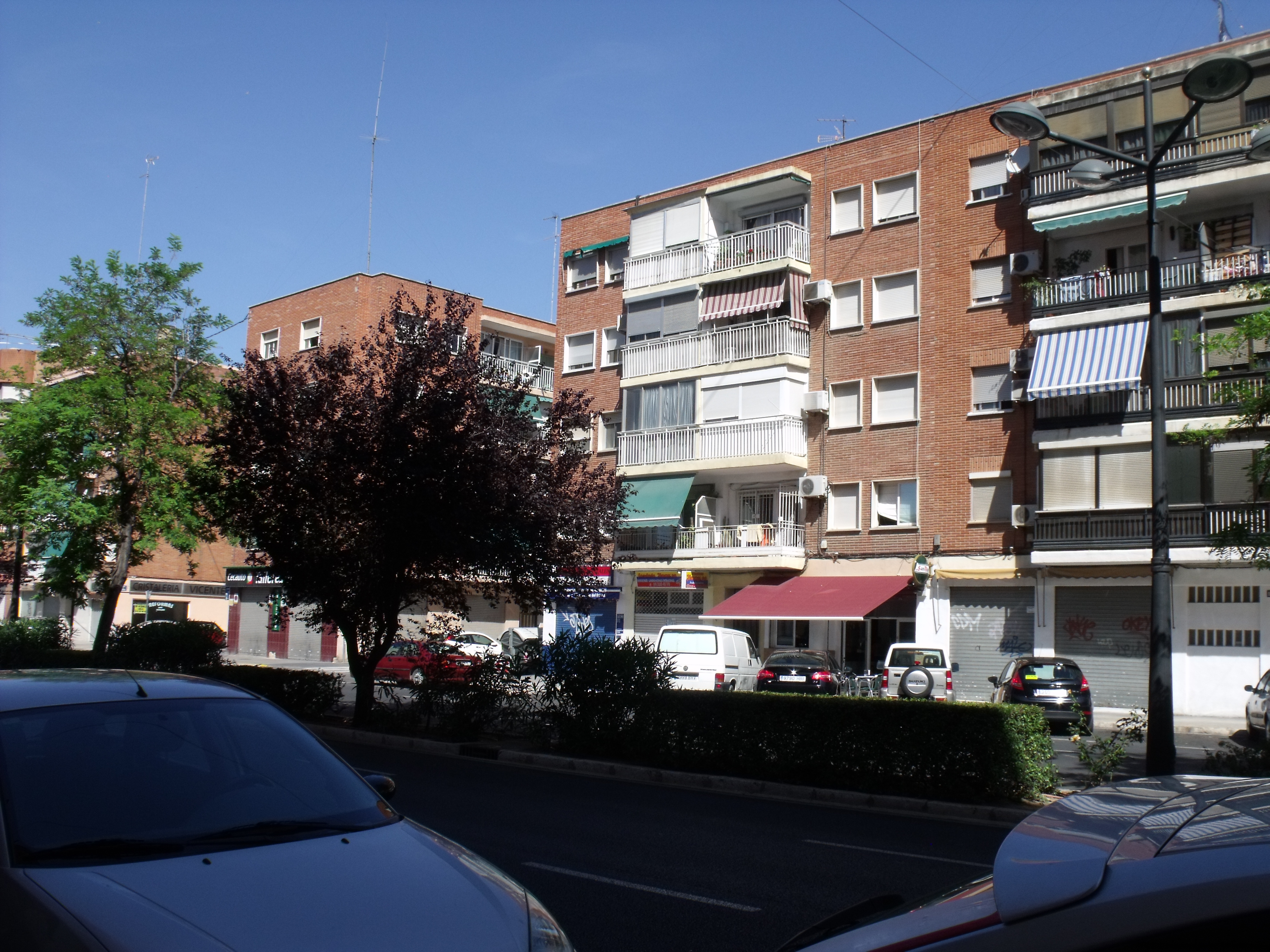
Carrer de Joaquim Ballester.
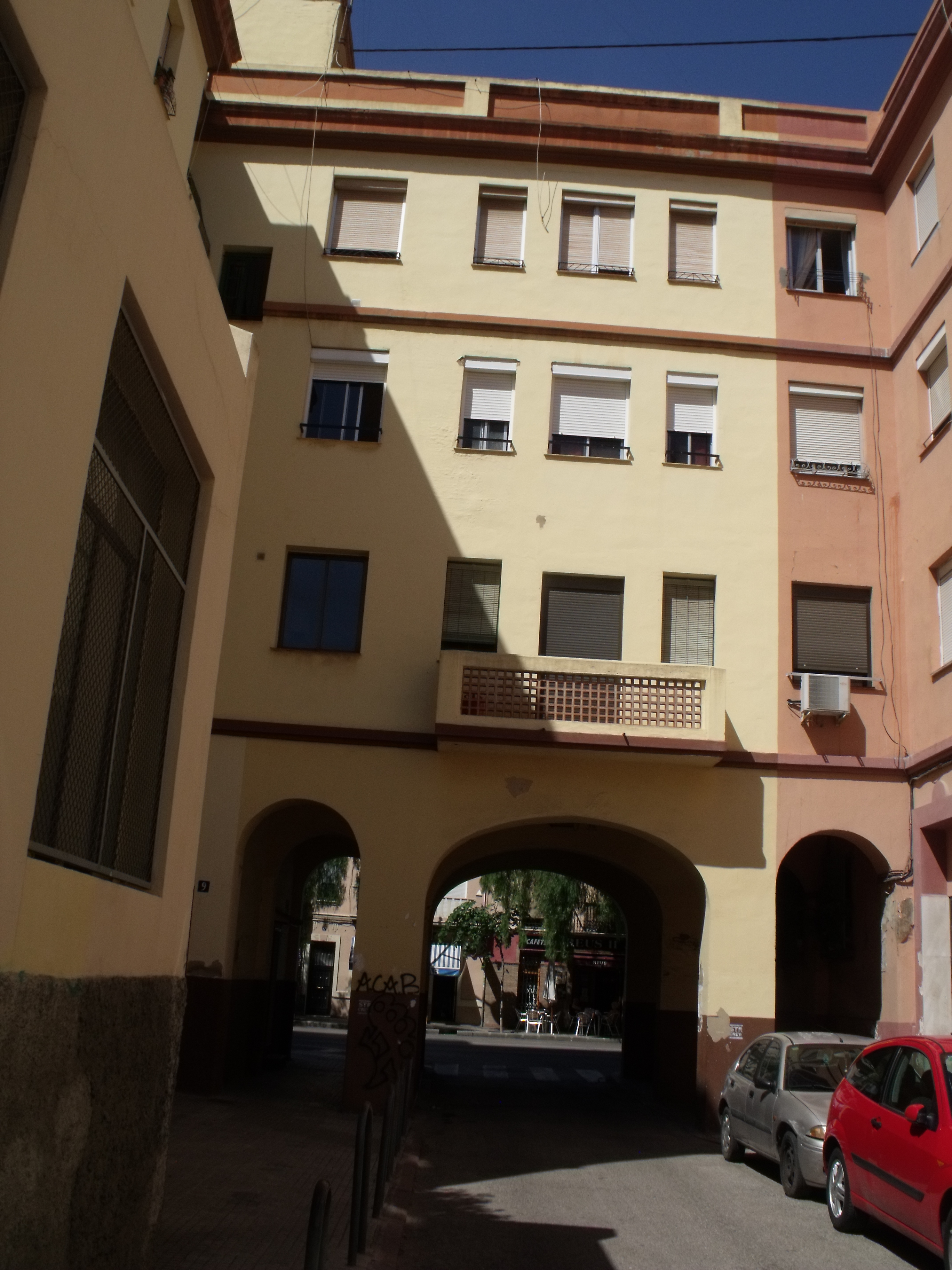
Carrer de Ramon Llin.
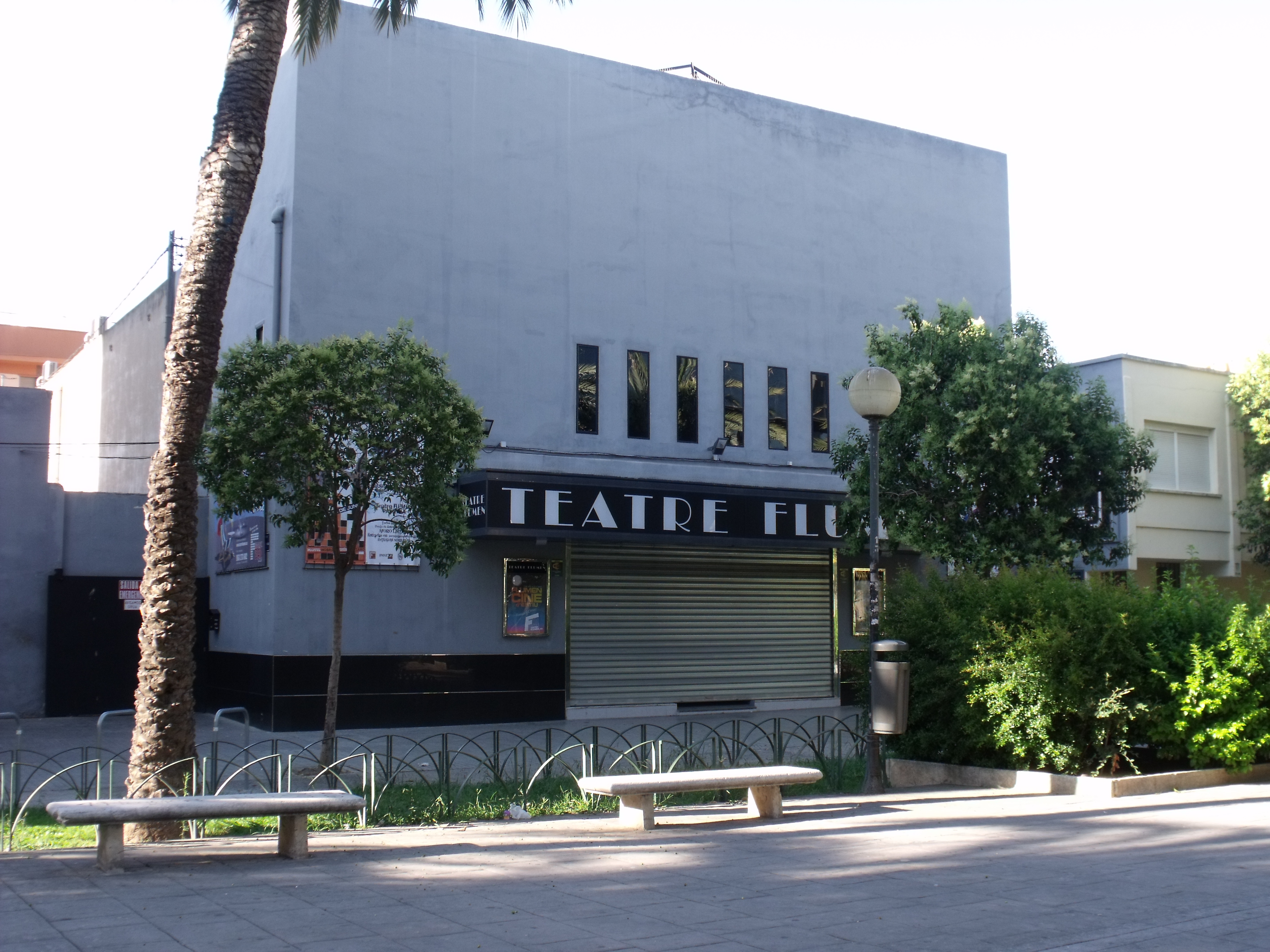
Antic cinema Flumen.
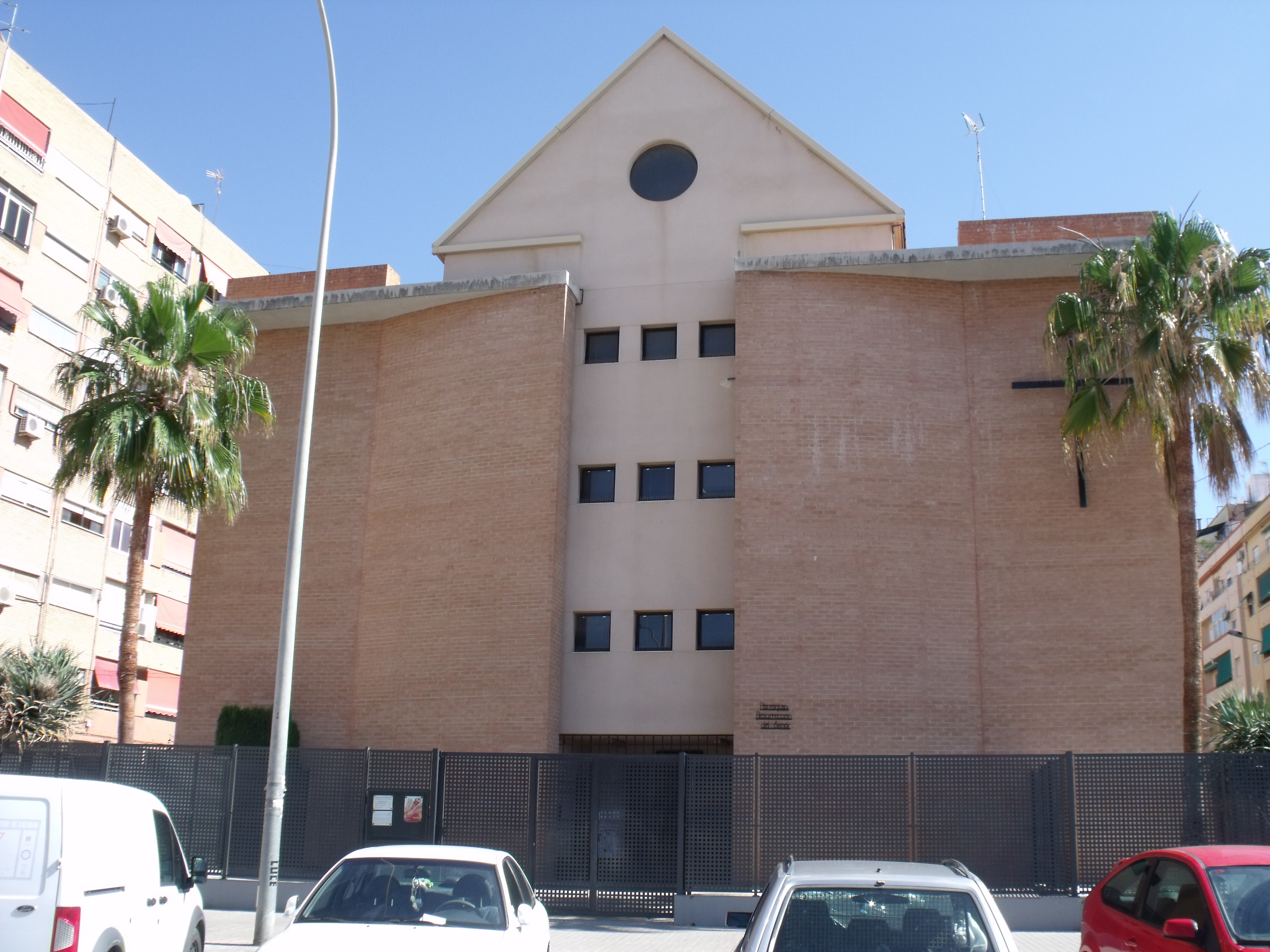
Parròquia de la Resurrecció del Senyor.
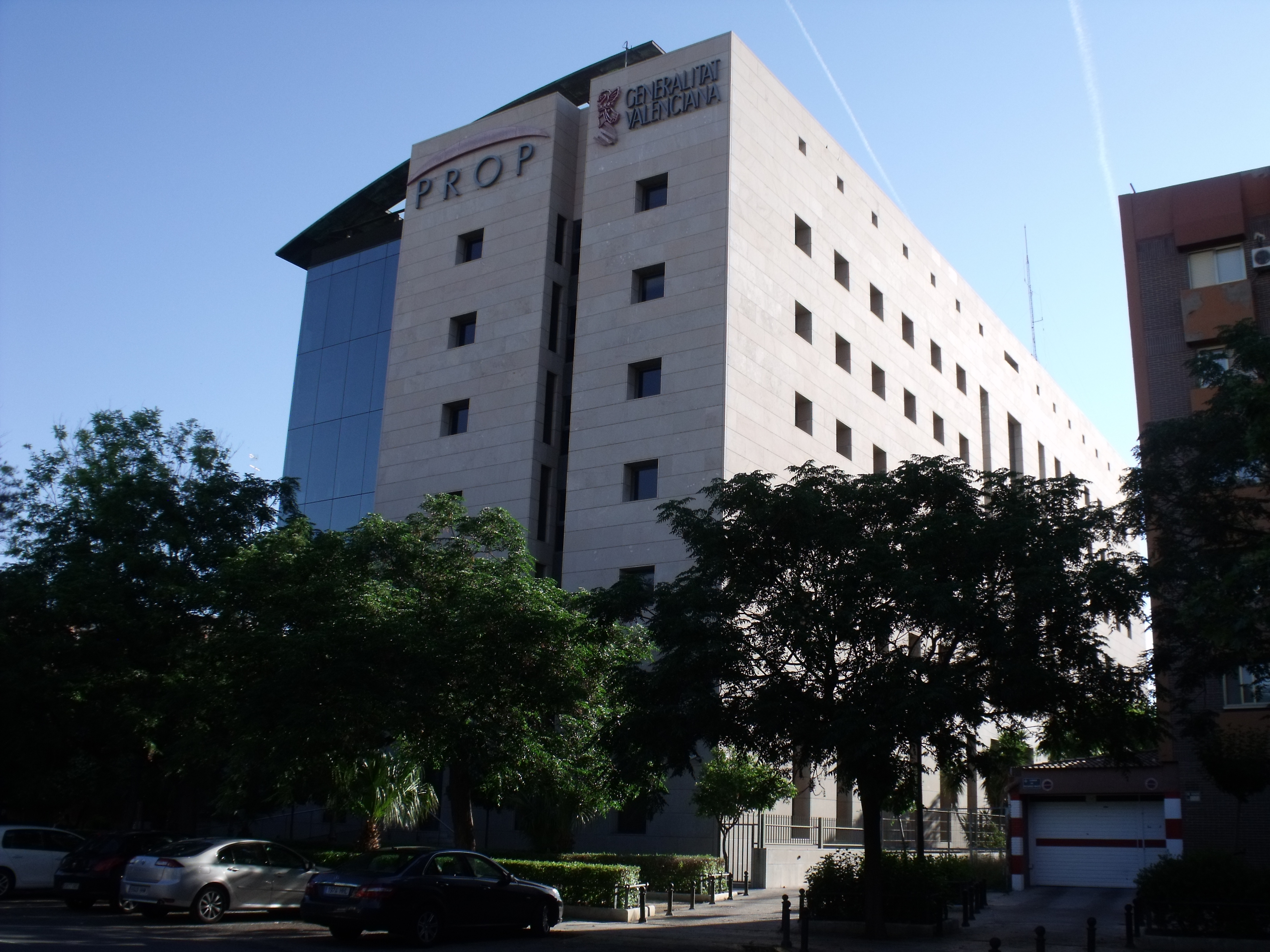
Edifici del PROP, un dels dos del carrer Gregorio Gea.
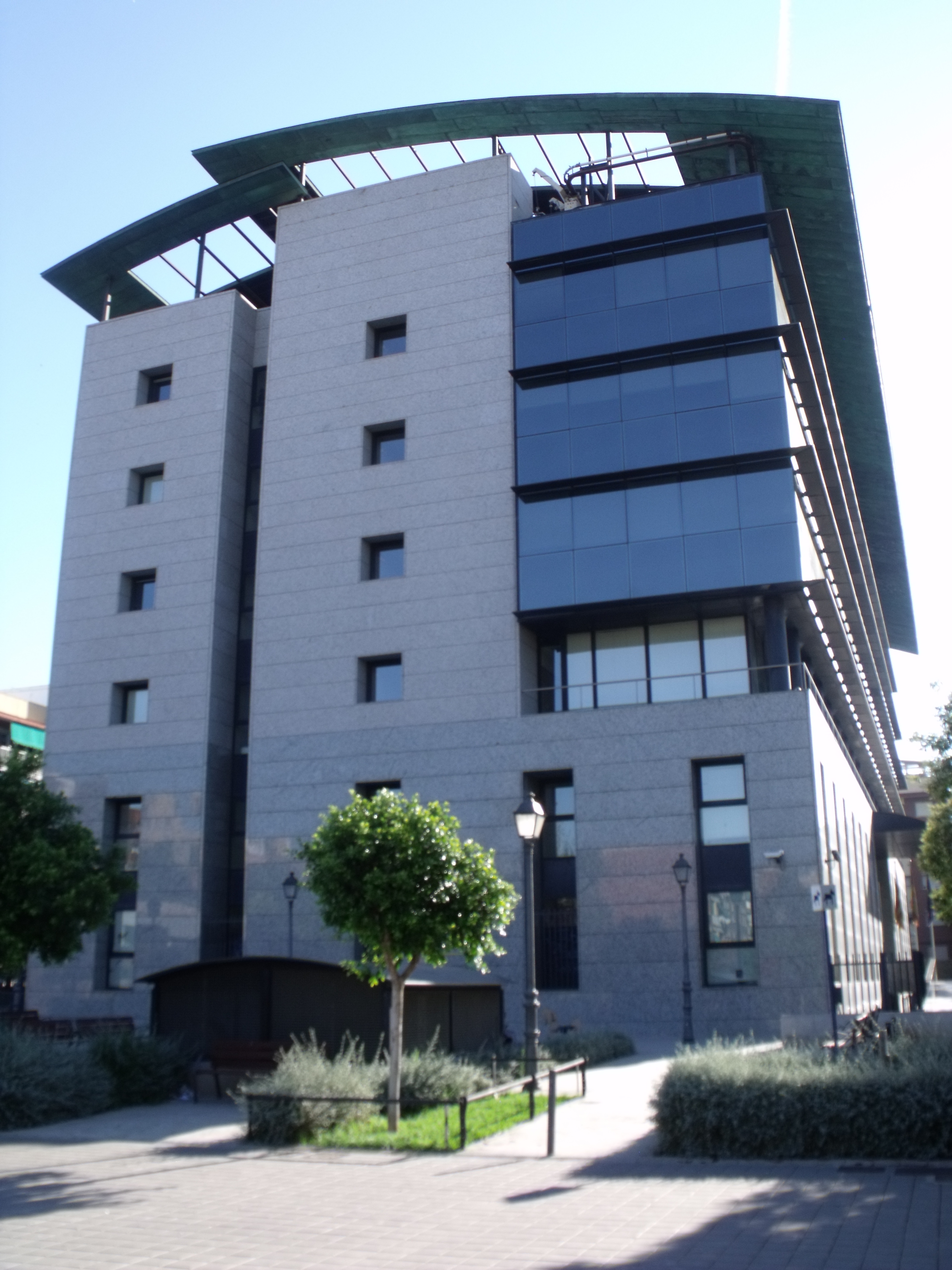
L'altre edifici del PROP al carrer Gregorio Gea.
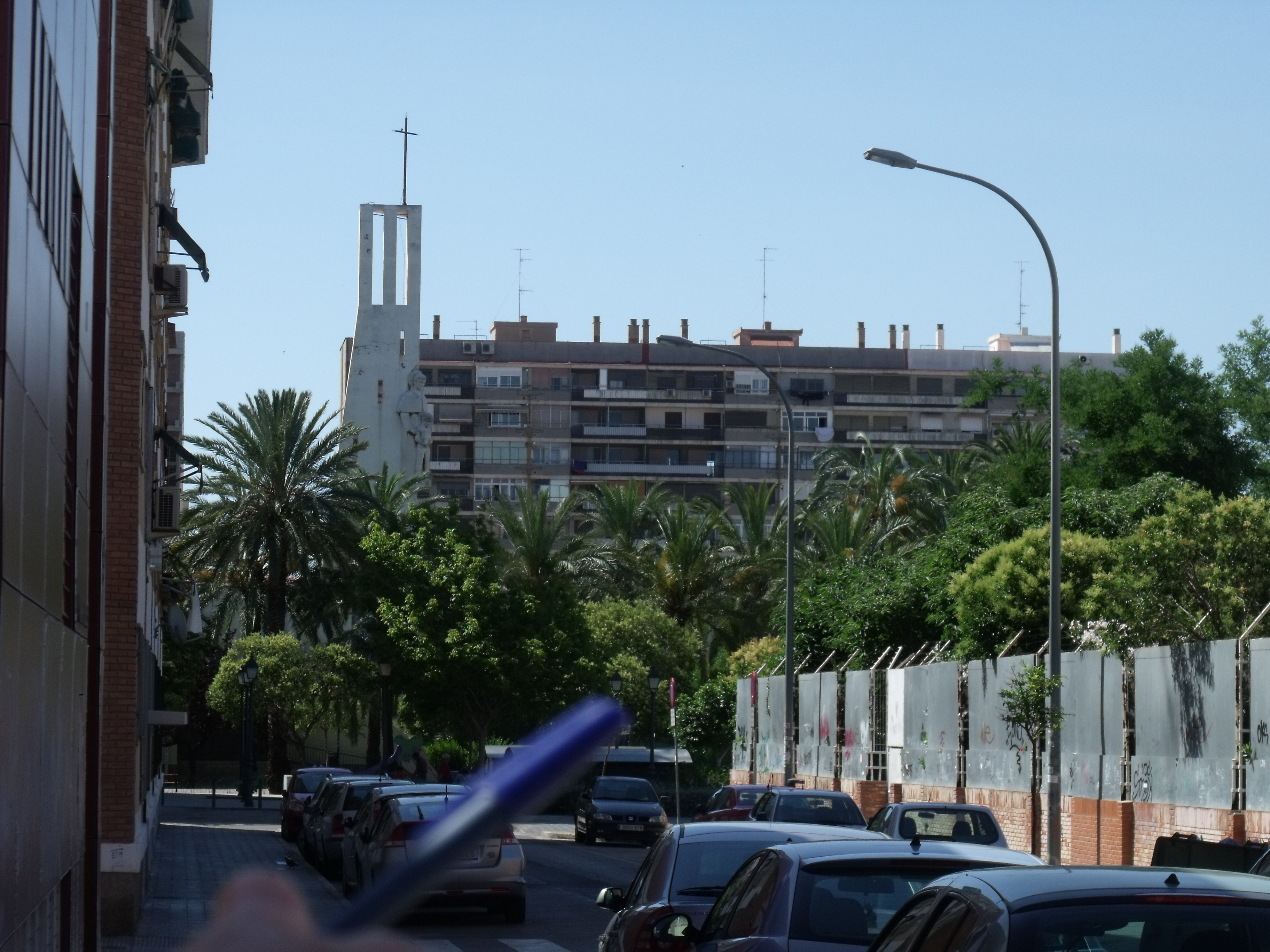
Carrer de la Trainera amb l'església de Sant Joan Bosco.
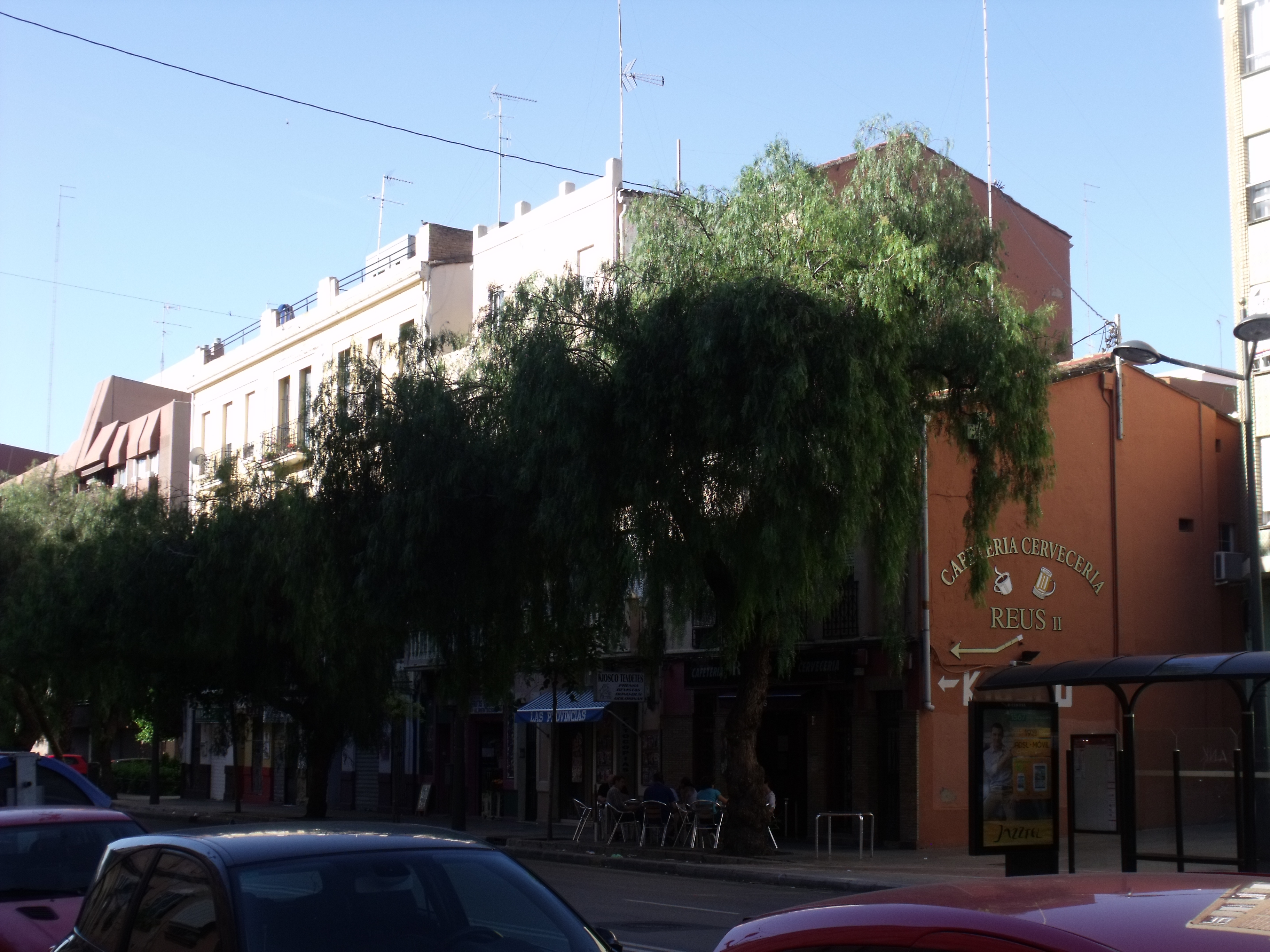
Cases al carrer del Pare Ferris.
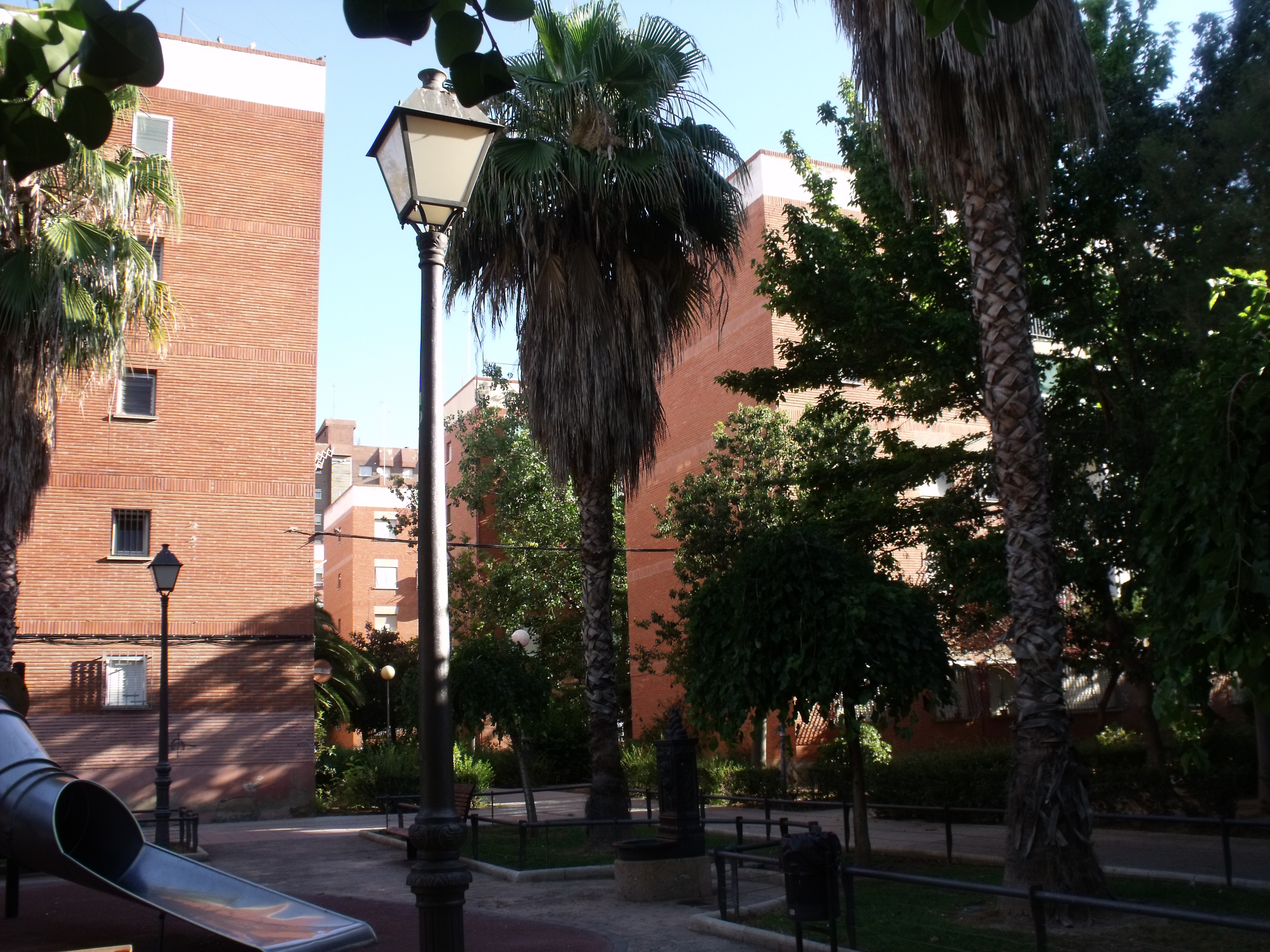
Carrers Transatlàntic i Batell.